# Illés-Bódi Barbara
Dr. Bódi Barbara, névvariáns: "drBoba" (Budapest, 1977. május 16. –) festőművész, művészpedagógus és társadalomkutató.

## Életútja, munkássága
Négygyermekes cigány zenész családban született. 1995-ben érettségizett kézműipari szakközépiskolában, ahol a középiskolai tanulmányok mellett a porcelánfestés mesterségét is elsajátította. 2002-ben diplomázott az Eszterházy Károly Tanárképző Főiskolán rajz–vizuális kommunikáció szakon, ahol Nagy B. István és Földi Péter festőművészek növendéke volt. 1997–1999 között köztársasági ösztöndíjas volt. Közben lakberendezői képesítést is szerzett Baska József és Rényi Katalin Munkácsy-díjas képző-, és iparművészek magániskolájában. 1998-tól Szentandrássy István Kossuth-díjas festőművész kurzusait látogatta. 1999-ben férjhez ment, akivel 2001-ig Torontóban éltek, ahol az Academy of Art University Fine Art szakán tanult. Művészi szemlélete a történelmi és kortárs művészeti gyakorlatok mély megértését tükrözi.
Master szintű másoddiplomát szerzett 2007-ben az Apor Vilmos Katolikus Főiskola hittanár–nevelő szakán. Majd 2024-ben szerzett PhD doktori fokozatot az ELTE TáTK Szociológia Doktori Iskola Interdiszciplináris társadalomkutatások programon, ahol Dr. habil. Kállai Ernő egyetemi docens volt konzulense.
Értékteremtő alkotótevékenységét a festői, művészeti oktatói, hitéleti és társadalomkutatói szakértelmének ötvözése teszi egyedülállóvá. Tudományos látásmódjának hátterében a magyar és roma művészethez és kultúrához való hozzájárulásában gyökerezik. Kreatív megnyilvánulása különböző médiumokat ölel fel, beleértve a festészetet, a grafikát és az innovatív vegyes technikákat, ahol gyakran kutat keresztény misztériumokat, vagy reagál kulturális impulzusokra. Művészként igyekszik kiemelni és megőrizni a nemzeti kisebbségek kulturális értékeit, különösen a kortárs művészetben alul értékelteket és perifériára szorultak értékeinek feltárásával. Művészete személyes tehetségét és a roma hagyományok inspirációját ötvözi az egyetemi tanulmányainak tükrében, az egyetemes művészetekhez való egyedi kapcsolódásával - mindvégig a maradandó művészi értékteremtés középpontjában helyezkedve.
DrBoba művészi gyakorlata mellett elkötelezett akadémikus is. A XX. század második felében kialakuló roma/cigány képzőművészeti mozgalom folyamata és fejlődése a társadalmi emancipáció kontextusában című PhD disszertációja a roma képzőművészet fejlődésének megértése és dokumentálása iránti elkötelezettségét tükrözi. Kutatásai döntő mértékben hozzájárulnak a magyarországi roma művészet kutatásához, értékes betekintést nyújtva a roma közösség szerepébe a tágabb kulturális tájkép alakításában.
A művészeti innováció és a tudományos kiválóság iránti elkötelezettsége jelentősen gazdagítja a magyarországi és európai művészeti és kulturális értékeket a roma művészet, kultúra és társadalmi igazságosság előmozdításában.
Visszajelzés küldése
Oldalsó panelek
Előzmények
Mentve
A 2009-es Cigány festészet című reprezentatív albumban megjelentették szakmai életrajzát és beválogatták hét olajfestményét. 2010. szeptember 14-én az album bemutatásán, az Írók Boltjában (Budapest, VI. kerület, Andrássy út 45.) Bódi Barbara is a meghívott művészek közé tartozott.

## A Cigány festészet című albumba beválogatott képei

### Szimbolikus képek
- Oroszlánszív I. (olaj, farost, 40x100 cm, 2006)
- Oroszlánszív II. (olaj, farost, 40x100 cm, 2006)
- Jégkék (olaj, vászon, 58x80 cm, 2008)
- Napfény-napfény (olaj, vászon, 50x100 cm, 2009)

### Tájkép
- Út az erdőben (olaj, farost, 30x40 cm, 1998)

### Csendéletek
- Csendélet (olaj, vászon, 60x40 cm, 2008)
- Csendélet vörös drapériával (olaj, vászon, 80x40 cm, 2009)[3]